# Direction de l'Immobilier de l'État
La direction de l'Immobilier de l'État (DIE) — anciennement connue sous le nom de France Domaine — est une direction du ministère français  de l’Économie et des Finances, rattachée à la direction générale des Finances publiques (DGFiP). Elle définit et s'assure de la mise en œuvre de la politique immobilière de l’État (PIE) et de ses établissements publics et est chargée de sa gouvernance interministérielle. Elle reprend également l'essentiel des missions confiées par le passé à ce que l'on l'appelait couramment « service des Domaines » ou simplement « les Domaines ».
Elle représente l'État propriétaire auprès des administrations occupant le patrimoine immobilier.

## Historique
La direction de l'immobilier de l'État et ses services locaux du Domaine, sont les héritiers de l'Administration des Domaines et Droits domaniaux créée en 1780.
Avant le 19 septembre 2016,, la DIE était un service, dénommé « France Domaine » qui résultait du rattachement au 1er janvier 2007 à la Direction générale de la Comptabilité publique (DGCP) des missions domaniales auparavant exercées par la Direction générale des Impôts (DGI). Cette nouvelle organisation s'inscrit dans le cadre d'une volonté de dynamisation de la politique immobilière de l'État au niveau interministériel.

## Rôle
C'est la DIE qui conduit la politique immobilière de l’État (PIE), assume les missions d’évaluation et de gestion domaniale, tout en développant une offre de service auprès des services de l’État et des opérateurs dans la mise en œuvre de leur stratégie immobilière et leurs projets immobiliers :
- elle représente l’État propriétaire conformément au décret no 2008-1248 du 1er décembre 2008 relatif à l'utilisation des immeubles domaniaux par les services de l'État et ses établissements publics qui a abrogé le régime d'«affectation domaniale » antérieurement en vigueur ;
- elle est dotée des outils administratifs (schémas directeurs immobiliers régionaux, schémas pluriannuels de stratégie immobilière…) , budgétaires (compte d'affectation spéciale, compte de commerce…) et techniques (notamment informatiques : module RE-FX de Chorus, Outil de suivi des cessions, Référentiel Technique…) qui permettent à l'État d'exercer ses fonctions de propriétaire et de gestionnaire ;
- elle pilote la rationalisation de l'usage des actifs immobiliers, dans une optique de bonne gestion et d'économie, en imposant des normes d'occupation et de coût ;
- elle assure le pilotage central de la fonction immobilière, permet de renforcer la mutualisation au niveau interministériel pour faire de la politique immobilière une politique support à l'échelon de l'État tout entier, en encadrant les actions des ministères et de leurs opérateurs en la matière ;
- elle assure le pilotage de la direction nationale d'interventions domaniales (DNID)[4].

## Organisation
La DIE se subdivise en différents services :
- Sous-direction Gouvernance, financement et supports (DIE-1) ;
- Sous-direction Stratégie et expertises de l'immobilier de l'État (DIE-2) ;
- Sous-direction Administration et valorisation de l'immobilier de l'État (DIE-3) ;
- Direction nationale d'interventions domaniales (DNID) ;
- Programme de rénovation des cités administratives.

L’État propriétaire est représenté au niveau national par la Direction de l’Immobilier de l’État au sein de la Direction Générale des Finances Publiques (DGFIP) pour le compte du ministre chargé du Domaine (ministre de l'Economie, des Finances et de la Relance).
Au niveau régional, c’est le préfet de région (hors Armées, Justice, administrations centrales et opérateurs de l’État) qui joue ce rôle. Il est assisté par le RRPIE (Responsable Régional de la Politique Immobilière de l’État qui représente la DIE en région), le SGAR (Secrétaire Général pour les Affaires Régionales), ainsi qu’en appui technique par le DREAL (Directeur Régional de l’Environnement, de l’Aménagement et du Logement).
Au niveau départemental, le préfet de département participe à l’élaboration de la stratégie immobilière dont les principes sont arrêtés par le préfet de région, et la met en œuvre. Il est responsable de la gestion du patrimoine immobilier des services de l’État placés sous son autorité.

## Directeur
La DIE a été dirigée successivement par Nathalie Morin puis Isabelle Saurat, qui a quitté ses fonctions le 22 juillet 2019. Alain Resplandy-Bernard, conseiller maître à la Cour des comptes, a été nommé Directeur de l'immobilier de l'État au conseil des ministres du 19 février 2020, à compter du 24 février 2020.